# Consell de la Generalitat Valenciana a la II Legislatura
El Consell de la Generalitat Valenciana en el període 1987-1991, correspon a la II legislatura del període democràtic.

## Cronologia
Després de les eleccions del 10 de juny de 1987 la candidatura encapçalada per Joan Lerma del PSPV-PSOE obté una majoria relativa de 42 escons sobre els 25 de l'AP. Joan Lerma torna a resultar elegit com a President de la Generalitat Valenciana.

## Estructura del Consell
| President: Joan Lerma i Blasco (PSPV-PSOE) |

| Conselleries                            | Titulars                                                 | Titulars                                                   |
| --------------------------------------- | -------------------------------------------------------- | ---------------------------------------------------------- |
| Conselleries                            | 27 de juliol de 1987                                     | canvis de govern                                           |
| Economia i Hisenda                      | Antonio Birlanga Casanova (PSPV-PSOE)                    | Antonio Birlanga Casanova (PSPV-PSOE)                      |
| Administració Pública                   | Joaquín Azagra Ros (PSPV-PSOE) (fins al 19/09/1989)      | Emèrit Bono i Martínez (PSPV-PSOE) (des del 19/09/1989)    |
| Obres Públiques, Urbanisme i Transports | Rafael Blasco Castany (PSPV-PSOE) (fins al 30/12/1989)   | Eugenio Burriel de Orueta (PSPV-PSOE) (des del 30/12/1989) |
| Cultura, Educació i Ciència             | Ciprià Ciscar i Casaban (PSPV-PSOE) (fins al 19/09/1989) | Antoni Escarré Esteve (PSPV-PSOE) (des del 19/09/1989)     |
| Sanitat i Consum                        | Joaquín Colomer Sala (PSPV-PSOE)                         | Joaquín Colomer Sala (PSPV-PSOE)                           |
| Treball i Seguretat Social              | Miguel Doménech Pastor (PSPV-PSOE)                       | Miguel Doménech Pastor (PSPV-PSOE)                         |
| Indústria, Comerç i Turisme             | Andrés García Reche (PSPV-PSOE)                          | Andrés García Reche (PSPV-PSOE)                            |
| Agricultura, Pesca i Alimentació        | Luis Font de Mora Montesinos (PSPV-PSOE)                 | Luis Font de Mora Montesinos (PSPV-PSOE)                   |